# Маркиз Кембридж
Маркиз Кембридж (англ. Marquess of Cambridge) — угасший аристократический титул, который создавался дважды: один раз в пэрстве Англии и один раз в пэрстве Соединённого королевства.

## История
Первое пэрство было создано для принца Георга Августа Ганноверского в 1706 году, когда он был создан герцогом и маркизом Кембриджским, графом Милфорд-Хейвеном, виконтом Норталлертоном и бароном Тьюксбери. Он унаследовал  титулы герцогов Корнуолла и Ротсея после вступления своего отца на престол 1 августа 1714 года. Его титулы слились с короной, когда он вступил на престол как король Георг II в 1727 году.
Второе раз пэрство с таким же названием (вместе с вспомогательными титулами граф Элтама и виконта Норталлертона) было создано в 1917 году для Адольфа, герцога Текского, брата королевы Марии и зятя короля Георга V, когда он отказался от своих немецких титулов и взял фамилия «Кембридж». Адольф Кембридж был внуком принца Адольфа, герцога Кембриджского, через его дочь принцессу Марию Аделаиду Кембриджскую.
После смерти второго маркиза, оставшегося без наследников мужского пола, маркизат угас.

## Маркиз Кембридж (1706—1727)
- принц Георг Август Ганноверский, герцог Кембриджский (1683—1760), взошёл на престол в 1727 году как король Георг II.

## Маркизы Кембридж (1917—1981)
- Адольф Кембридж, 1-й маркиз Кембридж (1868–1927), сын дочери принца Адольфа, герцога Кембриджского, был назначен маркизом, когда Георг V отказался от немецких титулов своей семьи;
- Джордж Фрэнсис Хью Кембридж, 2-й маркиз Кембриджский (1895–1981), единственный сын 1-го маркиза, умер, не оставив мужского пола, и его титул угас.